# Leonhard Christoph Sturm

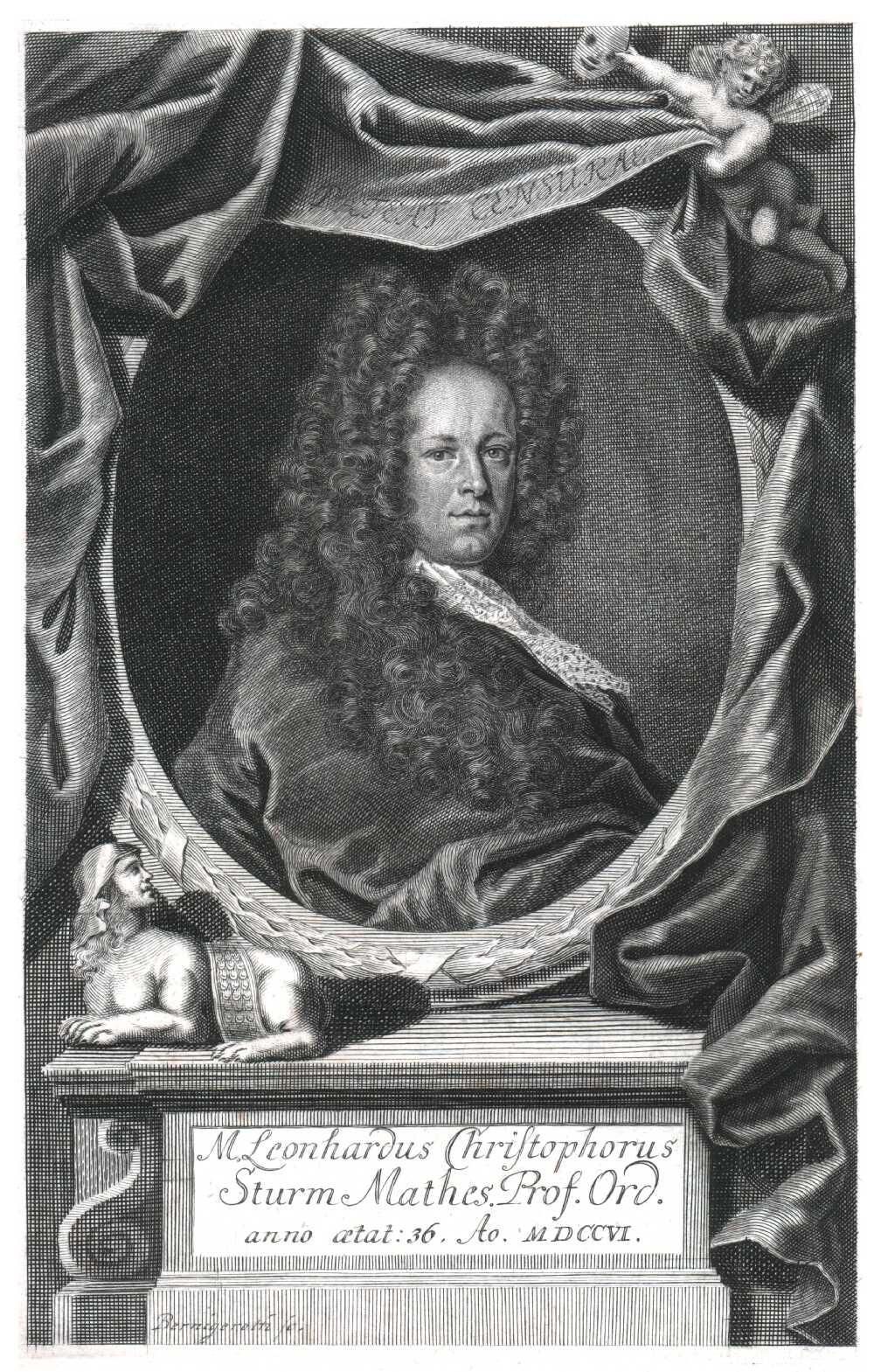
Leonhard Christoph Sturm

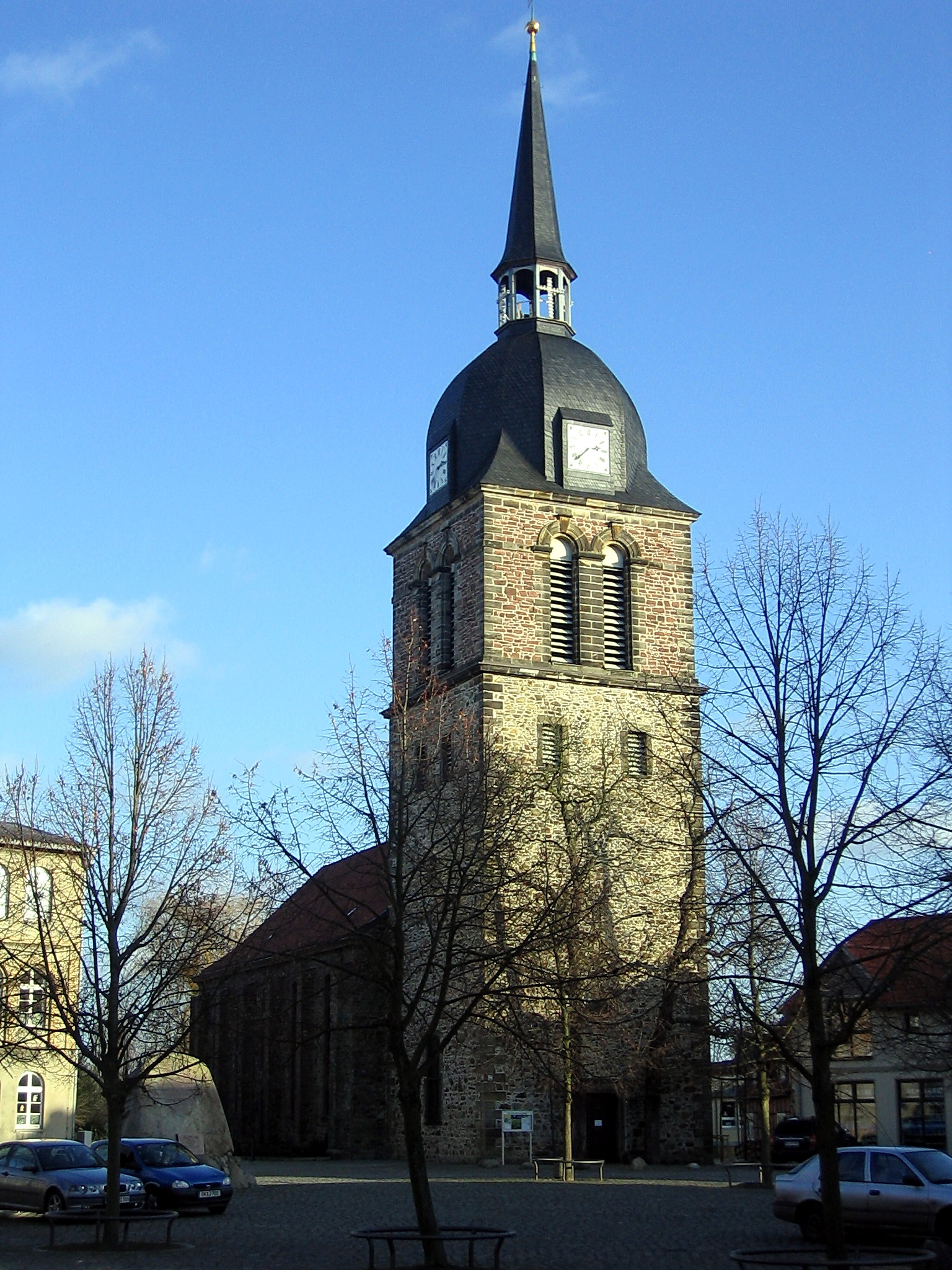
De door Sturm herbouwde St.Georgskirche in Calvörde

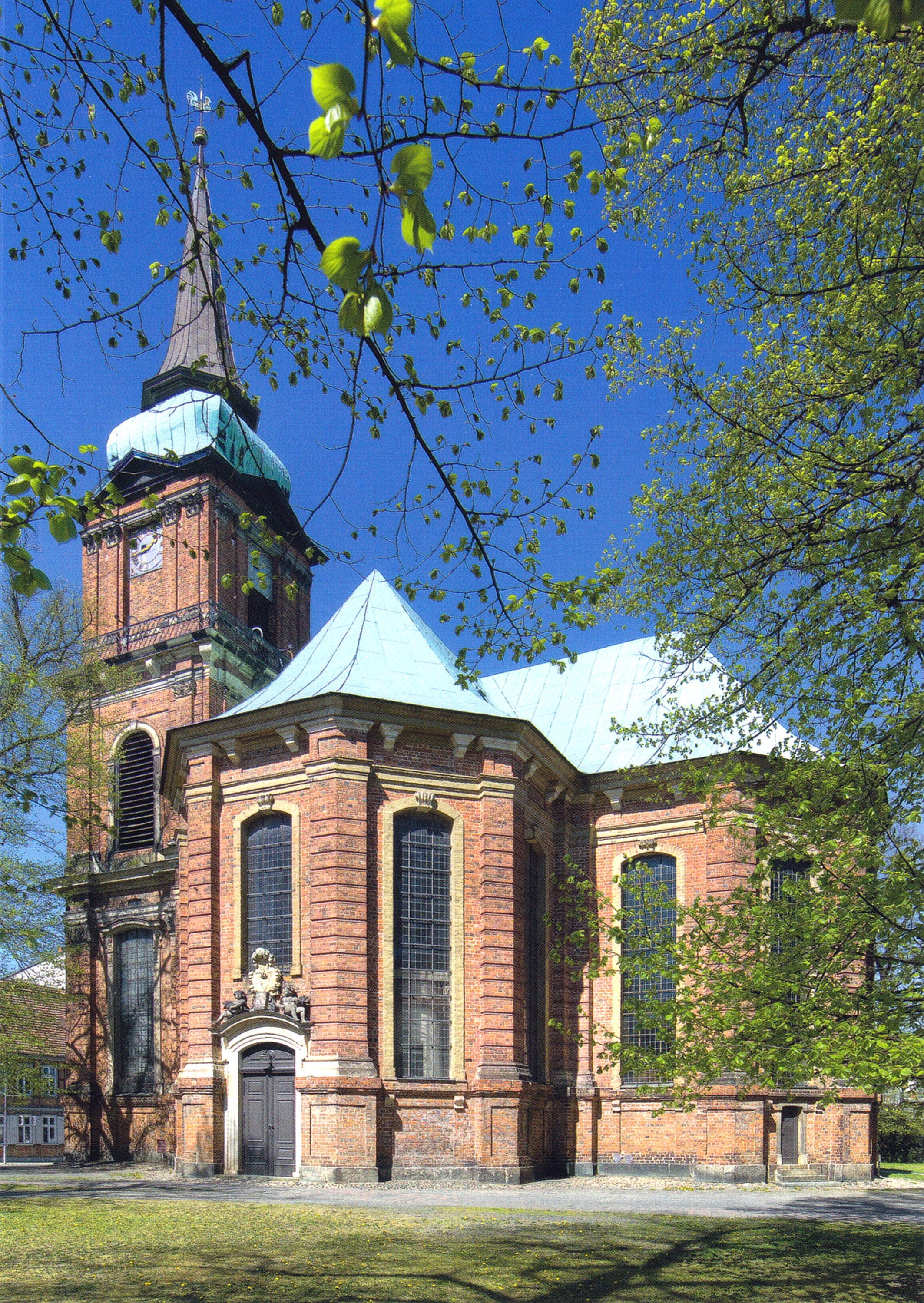
De door Sturm voltooide Schelfkirche in Schwerin

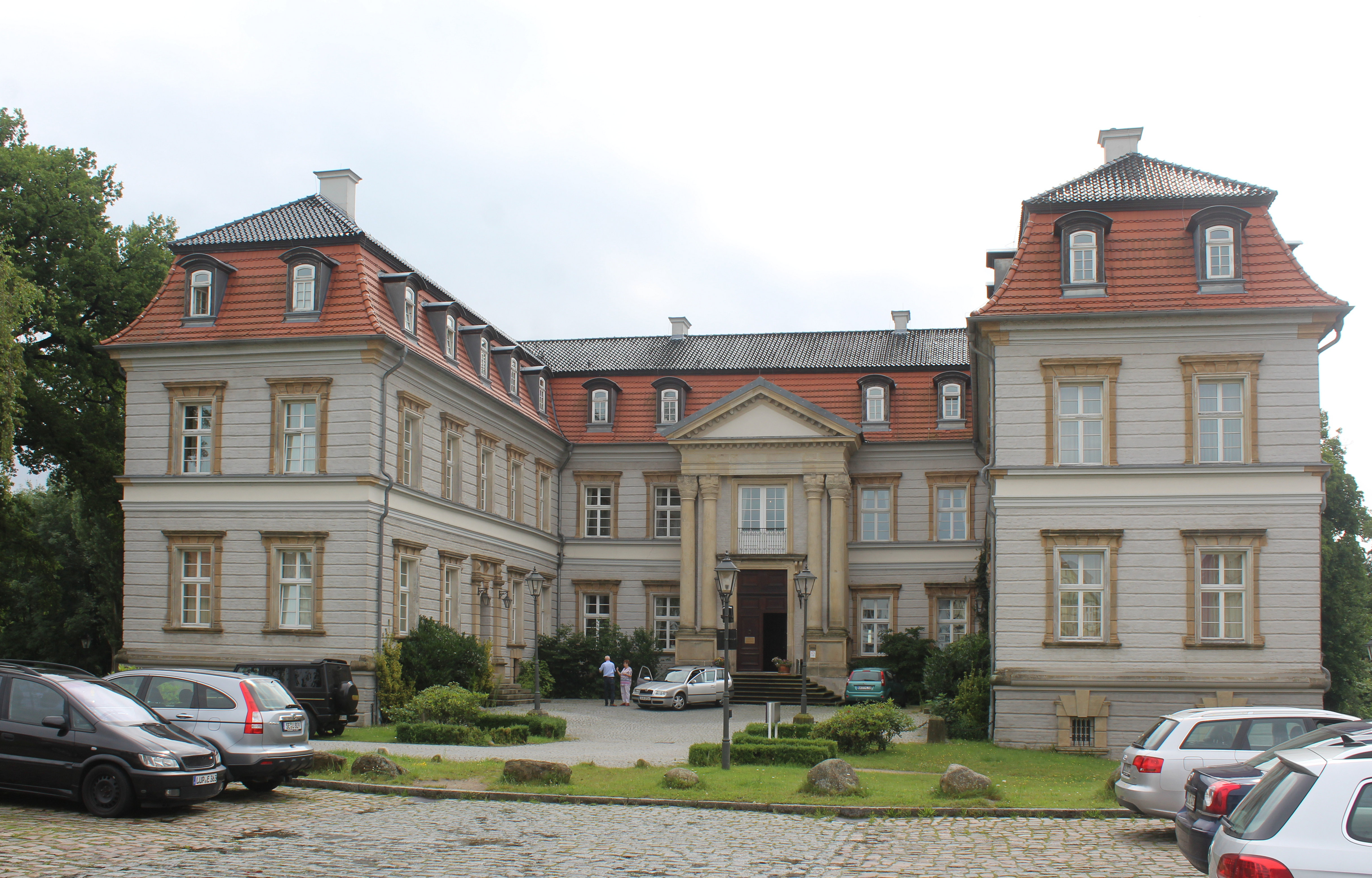
Het door Sturm voltooide Slot in Neustadt an der Elde

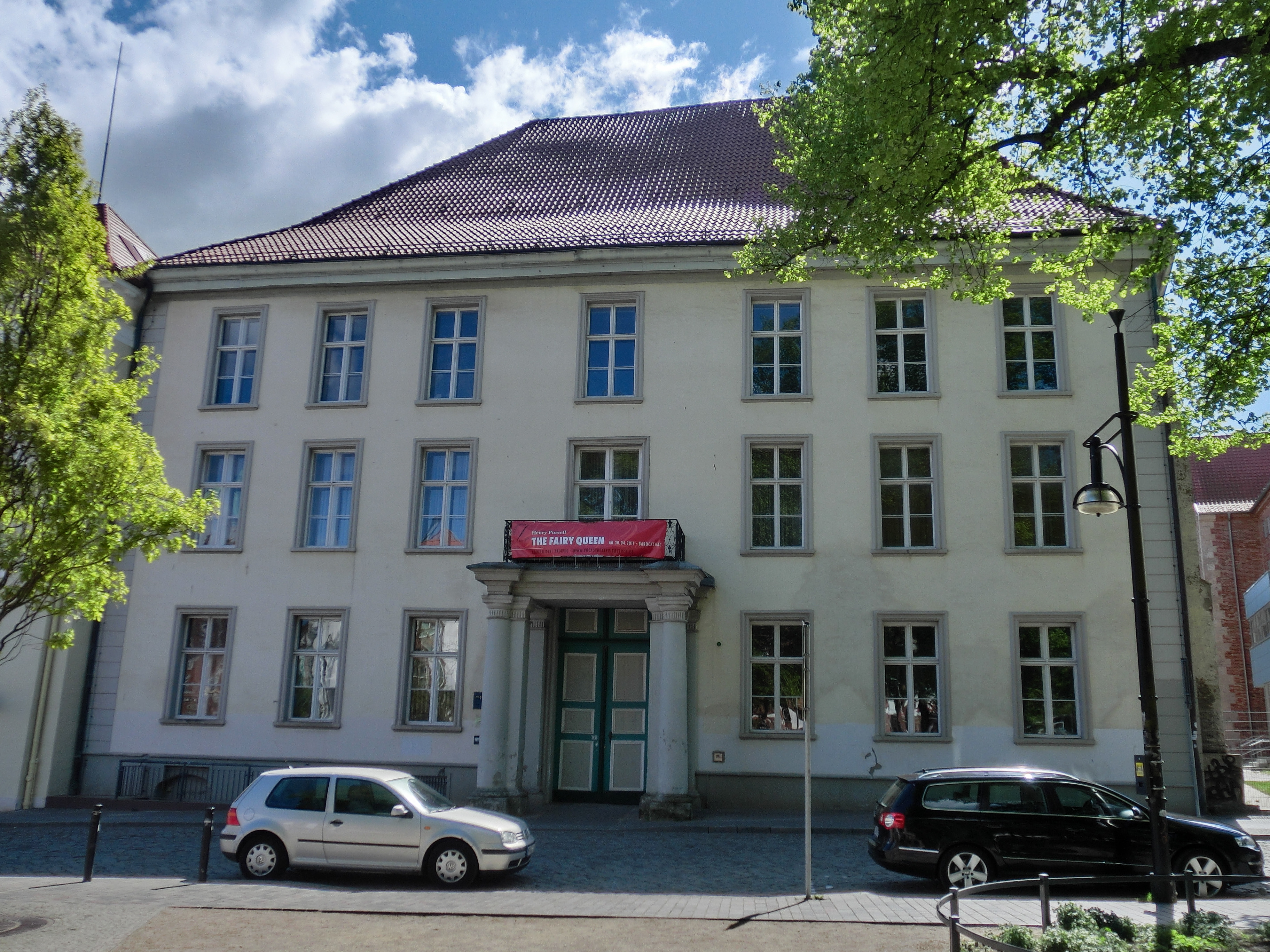
Het door Sturm gebouwde stadspaleis in Rostock

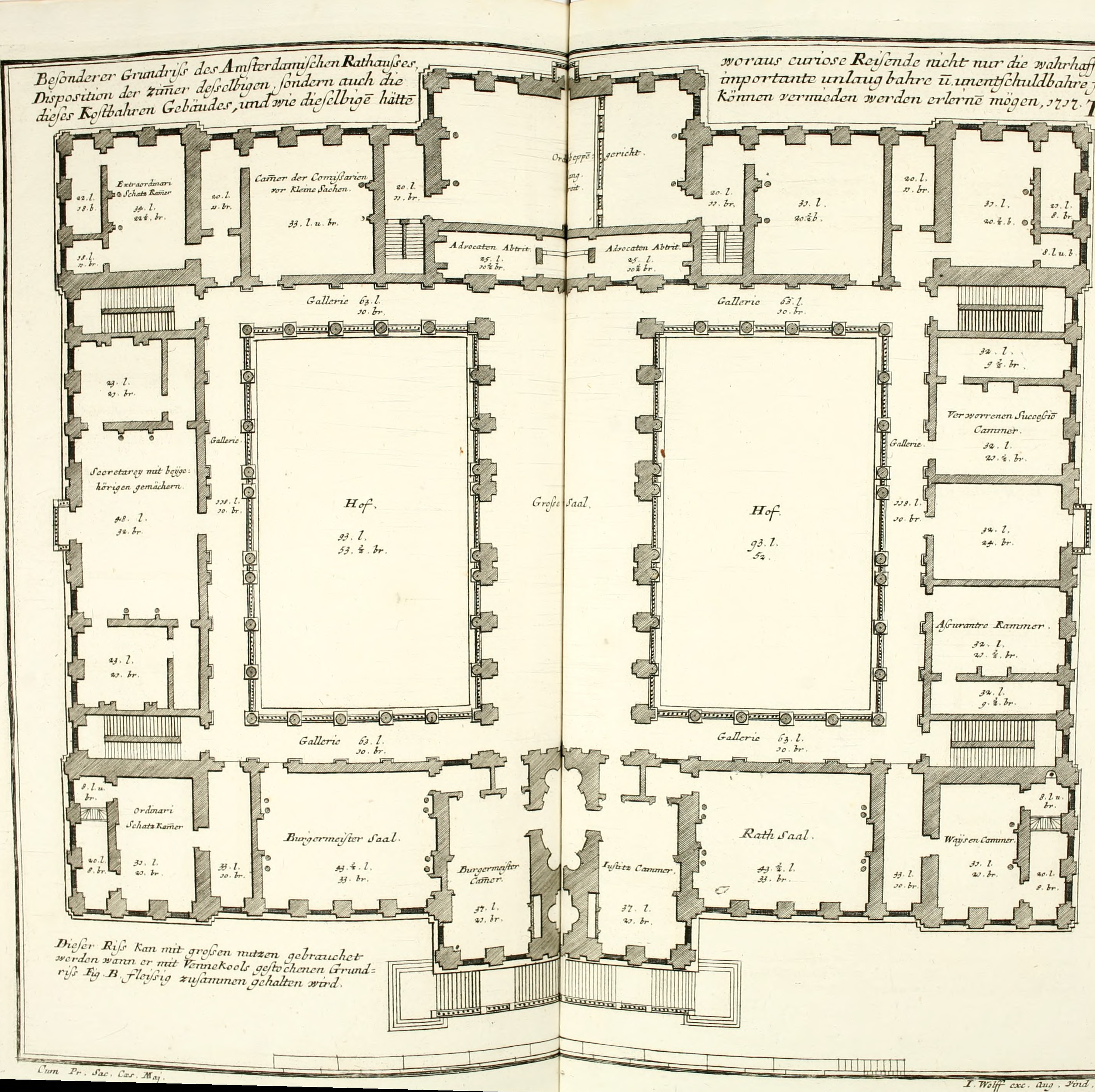
Plattegrond van het Stadhuis van Amsterdam met correcties van Sturm

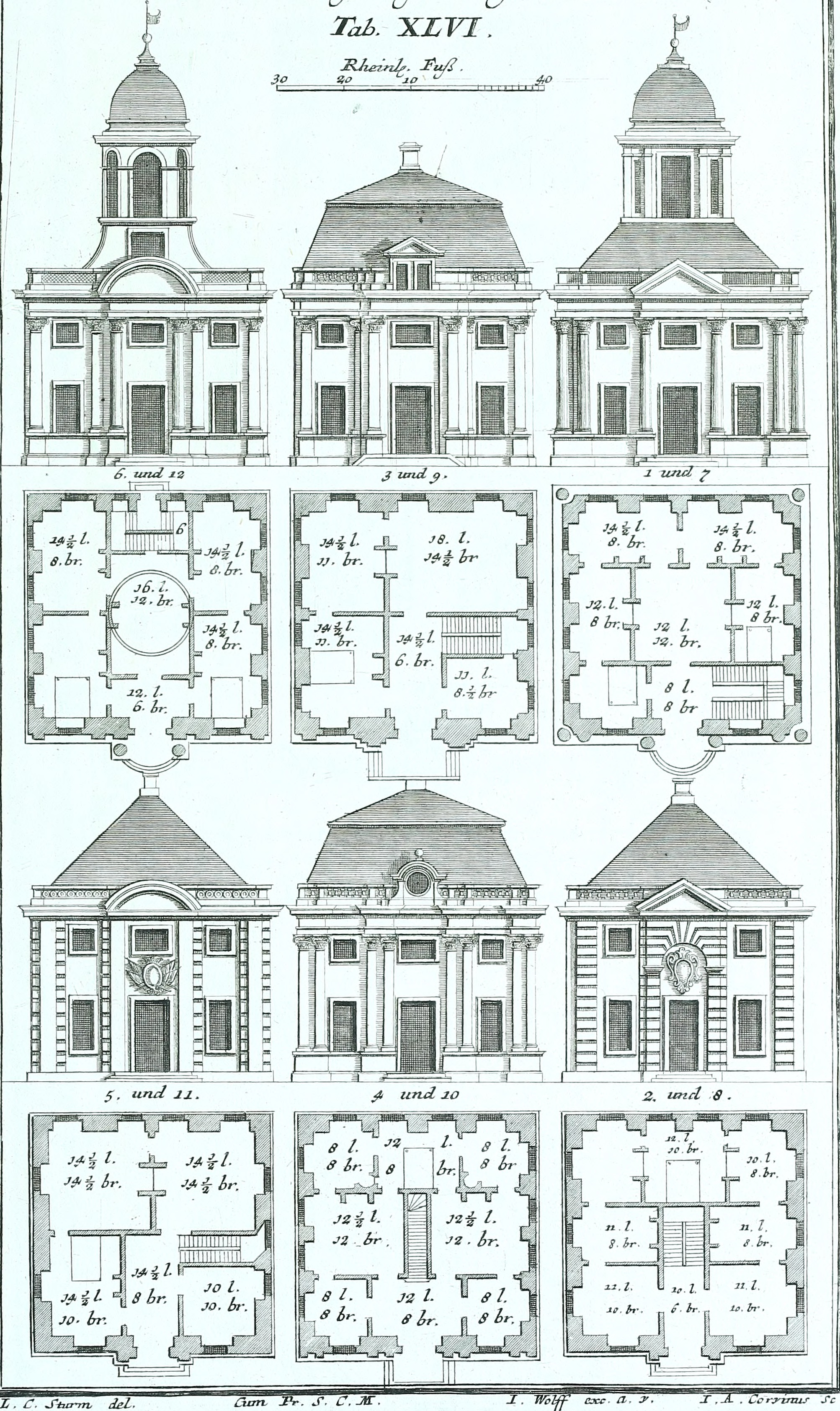
Variaties van Sturm op een paviljoen in de koninklijke tuinen van Marly

Leonhard Christoph Sturm (Altdorf bij Neurenberg, 5 november 1669 - Blankenburg in de Harz, 6 juni 1719) was een Duitse bouwmeester en architectuurtheoreticus. Hij was de zoon van de astronoom Johann Christoph Sturm (1635-1703), hoogleraar wis- en natuurkunde aan de universiteit van Altdorf, en diens vrouw Barbara Johanna Kessler.

## Loopbaan
Sturm bezocht tot 1683 het protestantse gymnasium van Heilsbronn (vlak bij Ansbach); daarna studeerde hij tot 1688 theologie aan de universiteit van zijn geboorteplaats Altdorf. In 1689 werd hij in Jena benoemd, vervolgens in 1689 of 1690 aan de universiteit van Leipzig.
Van 1694 tot 1702 was Sturm hoogleraar wiskunde, geometrie en architectuur aan de zogeheten ridderacademie in Wolfenbüttel, van 1702 tot 1711 aan de universiteit in Frankfurt an der Oder. In die functie werd hij in 1706 geraadpleegd over de statische problemen die bij de bouw van Schlüters scheefgezakte Munttoren in Berlijn waren ontstaan, wat in een drietal eigen torenontwerpen resulteerde.
Ook mengde de sterk piëtistisch gezinde Sturm zich in Frankfurt in theologische debatten, wat tot de nodige conflicten met predikanten aanleiding gaf. Tevens was hij lid van de Koninklijke Pruisische Academie van Wetenschappen.
In maart 1711 trad Sturm in dienst van hertog Frederik Willem van Mecklenburg-Schwerin, voor wie hij acht jaar werkzaam zou blijven. Zij benoeming tot bouwdirecteur in mei 1719 door de latere hertog van Braunschweig-Wolfenbüttel Lodewijk Rudolf werd door zijn plotselinge dood de maand daarop doorkruist. Zijn zoon Georg Christoph Sturm (1698-1763) zou de eerste hofbouwmeester van het hertogdom worden.

## Bouwwerken
Omdat Sturm het grootste deel van zijn loopbaan vooral als hoogleraar werkzaam was, heeft hij zelf vrij weinig gebouwd. Tot de door hem gerealiseerde bouwwerken behoren:
- Herbouw van Calvörde na de stadsbrand van 1700; Sturm ontwierp o.m. de St.Georgskirche, de pastorie, het raadhuis en een school.
- Voltooiing van de Schelfkirche (St.Nikolai) in Schwerin (1710-1713).
- Een balzaal in Hamburg (1711-1712, 1892 gesloopt)
- Voltooiing van het slot in Neustadt an der Elde (1711-1719).
- Een stadspaleis aan de Universitätsplatz in Rostock (1714).

## Geschriften
Sturm werd vooral bekend dankzij zij vele geschriften over bouwkundige onderwerpen, zeker vijftig in totaal. Aan de basis daarvan lag het lijvige, met veel gravures verluchtigde standaardwerk van de in Leiden werkzame wiskundige Nicolaus Goldmann (1611-1665), dat postuum door Sturm in 1696 werd uitgegeven als Vollständige Anweisung zu der Civil Bau-Kunst.
In de twee decennia daarna publiceerde Sturm een hele reeks van kleine geschriften, waarbij telkens een specifiek aspect nader werd uitgediept, becommentarieerd en met eigen ontwerpen geïllustreerd. Meestal betrof dat bepaalde categorieën gebouwen, zoals kerken, raadhuizen, paleizen, molens of grafmonumenten.

## Reizen
Sturm heeft driemaal een buitenlandse reis gemaakt, in 1697, 1699, en in 1712. Alle drie reizen voerden hem naar de Nederlandse Republiek, de eerste twee, met een studiebeurs van hertog Anton Ulrich van Braunschweig-Wolfenbüttel, voerden hem tevens naar Parijs. De derde reis, met een sterk accent op waterbouw en molenbouw, ondernam Sturm met zijn toen dertienjarige zoon Georg Christoph.
Zijn kritische bevindingen publiceerde Sturm in 1719 in een groot foliant onder de titel Durch Einen grossen Theil von Teutschland und den Niederlanden biß nach Pariß gemachete Architectonische Reise Anmerckungen. Het werk was rijk geïllustreerd met zowel eigen opmetingstekeningen, als met eigen ontwerpen waarin bestaande bouwwerken werden gecorrigeerd, waaronder ook het Stadhuis van Amsterdam.
De meeste bekeken en besproken gebouwen - kerken, stadhuizen, paleizen, landhuizen, stadspoorten en openbare gebouwen, maar ook vestingwerken en waterbouwkundige constructies - stamden uit de zeventiende eeuw. De gotiek komt hooguit zijdelings, en meestal met een negatieve ondertoon ter sprake.

## Algemene literatuur
- J.Biesler, BauKunstKritik. Deutsche Architekturtheorie im 18.Jahrhundert (Berlin 2005), p. 66-75.
- T.H.von der Dunk, 'Der Turm und die Theorie. Ein erster Versuch über die extreme Vertikale im Klassizismus', Niederdeutsche Beiträge zur Kunstgeschichte, 39 (2000), p. 124-128.
- T.H.von der Dunk, 'Personenliften in paleizen. Een uitvinding van Leonhard Christoph Sturm voor vermoeide vorsten in de vroege achttiende eeuw', Virtus, 14 (2007), p. 99-127.
- M.Franke, 'Zwischen pietistischer Überzeugung und Repräsentation am Berliner Hof', in: W.Oechslin (red.), Architekt und/versus Baumeister. Die Frage nach dem Meister (Zürich 2009), p. 142-151.
- J.Goudeau, Nicolaus Goldmann (1611-1665) en de wiskundige architectuurwetenschap (Groningen 2005), p. 441-460.
- C.Habicht, 'Die deutschen Architekturtheoretiker des 17. und 18.Jahrhunderts', Zeitschrift für Architektur und Ingenieurwesen, N.F. 22 (1917), kol.209-244.
- H.Heckmann, Baumeister des Barock und Rokoko in Mecklenburg, Schleswig-Holstein, Lübeck, Hamburg (Berlin 2000), p. 31-49.
- I.Küster, Leonhard Christoph Sturm. Leben und Leistung auf dem Gebiet der Zivilbaukunst in Theorie und Praxis (Berlin 1942).
- H.Lorenz, 'Leonhard Christoph Sturms "Prodomus Architecturae Goldmannianae"', Niederdeutsche Beiträge zur Kunstgeschichte, 34 (1995), p. 119-144.
- U.Nabel, 'Das Hamburger Ballhaus in der Fuhlentwiete', Hamburgische Geschichts- und Heimatblätter, 4 (1929), p. 67-70.
- N.Pevsner, 'Leonhard Christoph Sturms Tätigkeit und Einfluß in Leipzig', in: dez., Leipziger Barock. Die Baukunst der Barockzeit in Leipzig (Dresden 1928), p. 25-33.
- E.Rust, 'Theorie und Praxis. Leonhard Christoph Sturms Schriften zur Zivilbaukunst und ihr Einfluss auf gebaute Architektur', Wiener Jahrbuch für Kunstgeschichte, 55/56 (2006/2007), p. 507-527.
- U.Schütte, 'Die deutschen Architekturtraktate des 18.Jahrhunderts', Das achtzehnte Jahrhundert, 5 (1981), p. 52-65.
- R.Wex, Ordnung und Unfriede. Raumprobleme des protestantischen Kirchenbaus im 17. und 18.Jahrhundert in Deutschland (Marburg 1984), p. 139-146.
- T.Wotschke, 'Leonhard Christian Sturms religiöse und kirchliche Stellung', Mecklenburgische Jahrbücher, 95 (1931), p. 103-142.
- P.Zubek, 'Leonhard Christoph Sturms deutsche Säulenordnung", Nordelbingen, 40 (1971), p. 43-53.